# Peruaanse schaarstaartkolibrie
De Peruaanse schaarstaartkolibrie (Thaumastura cora) is een vogel uit de familie Trochilidae (kolibries). De soort is genoemd naar de priesteres Cora uit Les Incas van Marmontel.

## Verspreiding en leefgebied
Deze soort komt voor van noordwestelijk Peru tot noordelijk Chili.